# Wolfgang Boettcher
Wolfgang Boettcher   (Berlín, 30 de gener de 1935 - Berlín, 24 de febrer de 2021) va ser un violoncel·lista clàssic alemany i professor acadèmic. Va ser violoncel·lista principal de la Filharmònica de Berlín i membre fundador dels 12 violoncel·listes de la Filharmònica de Berlín. Des del 1976 va ser professor a la "Hochschule für Musik Berlin". Del 1986 al 1992 va ser director artístic del festival de música de cambra a "Sommerliche Musiktage Hitzacker".

## Biografia i carrera
Nascut a Berlín el 1935, Boettcher va rebre un violoncel per part de la seva mare, que havia comprat l'instrument al mercat negre. Va estudiar violoncel a la "Hochschule für Musik Berlin" amb Richard Klemm. El 1958 va guanyar el segon premi al Concurs Internacional de Música ARD de Múnic juntament amb la seva germana gran, la pianista de Mannheim, Ursula Trede-Boettcher. Va ser violoncel·lista de la Filharmònica de Berlín del 1958 al 1976, convertint-se en violoncel·lista principal el 1963. Va tocar amb directors com Sergiu Celibidache i Herbert von Karajan, el violinista Yehudi Menuhin i el baríton Dietrich Fischer-Dieskau, actuant en festivals com el Festival de Salzburg i el Lockenhaus Chamber Music Festival i en gires de concerts a diversos països europeus, Israel, Japó, i Amèrica del Sud. Boettcher va ser membre fundador del conjunt Els 12 violoncel·listes de la Filharmònica de Berlín i el Quartet Brandis.
Del 1986 al 1992, Boettcher va ser director artístic del "Somerliche Musiktage Hitzacker". Va programar un ampli repertori de música de cambra, des de la música medieval fins a la música contemporània, centrant-se en els compositors que havien estat prohibits durant el règim nazi. El 1990 va ser el solista de l'estrena mundial del Concert per a violoncel de Giselher Klebe que va ser compost per a ell, amb la Filharmònica dirigida per Daniel Barenboim. Els compositors Aribert Reimann, Hans Vogt i altres també van escriure música per a ell. Compositors com Henri Dutilleux, György Ligeti i Witold Lutoslawski van apreciar la seva interpretació de les seves obres.
El 1976, Boettcher va ser nomenat professor a la "Hochschule der Künste" Berlin, actual Universitat de les Arts de Berlín, on va ensenyar generacions de violoncel·listes, inclòs Jan Diesselhorst, que també era membre de la Filharmònica i The 12 Violoncel·listes, Wen-Sinn Yang i Dietmar Schwalke. També va ser professor a la "Carl Flesch Akademie Baden-Baden" durant 22 anys. Es va convertir en membre de la "Bayerische Akademie der Schönen Künste" el 1988, i va ser president del jurat del concurs de violoncel del Gran Premi Emanuel Feuermann.
Juntament amb les seves dues germanes, la pianista Ursula i la violinista Marianne, Boettcher va formar un trio de piano que va continuar oferint concerts fins i tot en la seva vellesa. Estava casat amb Regina Vollmar, neboda del seu padrí Eberhard Preußner. La parella tenia un fill i quatre filles, inclosa l'actriu Anna Böttcher.
Boettcher va morir a Berlín el 24 de febrer de 2021 a l'edat de 86 anys.

## Publicacions
- amb Winfried Pape: El violoncel: història, construcció, tecnologia, repertori.[14] Schott, Mainz 1996. 2a edició revisada 2005, ISBN 3-7957-0283-6.